# Mai Zetterling
Mai Elizabeth Zetterling (Västerås, 24 de mayo de 1925-Londres, 17 de marzo de 1994) fue una actriz, directora y novelista sueca.

## Biografía
Zetterling nació en Västerås (Suecia), en una familia de escasos recursos que emigró a Australia cuando ella tenía cuatro años, regresando a Suecia tres años después para establecerse en Estocolmo. Asistió al Teatro Infantil de Estocolmo, debutando en 1940, a los quince años en una pieza de Pär Lagerkvist, continuando sus estudios en la Escuela de Alumnos del Teatro Real de Estocolmo (Dramaten) entre 1942 y 1945, y después como parte del elenco estable en dicho teatro hasta 1947.

## Trayectoria
Zetterling apareció en producciones de cine y televisión a lo largo de seis décadas, desde la década de 1940 hasta la de 1990. Su gran éxito como actriz llegó en la película de 1944 "Tormento", escrita para ella por Ingmar Bergman, en la que interpretó un controvertido papel como una dependienta atormentada. 
En 1947 fue invitada por el director británico Basil Dearden para representar el papel principal en la película Frieda. Su actuación en esta película le valió un contrato con la The Rank Organisation. 
El mismo año actúa en la película Noche eterna (Musik i mörker) de Ingmar Bergman, rodada en Suecia, para después regresar a Londres, donde continuó su carrera fílmica como actriz, participando en unas 22 películas en ese país hasta el año 1963. En este período también participó en una cinta estadounidense, Knock on Wood (1954) junto a Danny Kaye, y en dos películas suecas, Ett dockhem (1956) y Lek på regnbågen (1958). Entre sus películas más destacadas como actriz se incluyen Quartet (1948), basada en algunos relatos de W. Somerset Maugham; The Romantic Age (1949), dirigida por Edmond T. Gréville; Only Two Can Play (1962), coprotagonizada por Peter Sellers y dirigida por Sidney Gilliat; y The Witches (1990), adaptación de la novela de Roald Dahl, dirigida por Nicolas Roeg. Tras ganarse la reputación de sex symbol en dramas y thrillers, tuvo una actuación igualmente destacada en comedias y participó activamente en la televisión británica en las décadas de 1950 y 1960. En 1960, apareció en Danger Man como Nadia en el episodio "The Sisters".
Comenzó a dirigir y publicar novelas y no ficción a principios de la década de 1960. Sus películas comenzaron con documentales de contenido sociológico como The Polite Invasion (1960) y Little Lords of Egypt (1961) y un cortometraje titulado The War Game (1963), que fue nominado a un premio BAFTA y ganó un León de Plata en Venecia, ambos al Mejor Cortometraje. Su debut como directora, Älskande par (1964, los enamorados), basado en las novelas de Agnes von Krusenstjerna, causó un escándalo en el Festival de Cine de Cannes de 1965 por su contenido sexual explícito y desnudos.  Kenneth Tynan, de The Observer, lo calificó posteriormente como "uno de los debuts más ambiciosos desde Ciudadano Kane". No fue la única película que dirigió que causó controversia por su abierta sexualidad.
Cuando los críticos que reseñaron su ópera prima afirmaron que "Mai Zetterling dirige como un hombre",  comenzó a explorar temas feministas de forma más explícita en su obra. The Girls (1968), que contaba con un elenco sueco estelar que incluía a Bibi Andersson y Harriet Andersson, abordaba la liberación femenina (o la falta de ella) en una sociedad dominada por los hombres. Las protagonistas comparaban sus vidas con las de los personajes de la obra Lysistrata y concluían que la situación para las mujeres no había avanzado mucho desde la antigüedad. En 1966, apareció como narradora en el programa infantil de la BBC Jackanory , y en cinco episodios narró Finn Family Mumintroll, de Tove Jansson.
Durante las décadas de 1970 y 1980 continuó dirigiendo y codirigiendo largometrajes, documentales y series de TV, escribiendo además los guiones de sus películas Scrubbers (1982) y Amorosa (1986).
Recibió un premio en el Nordische Filmtage Lübeck (1986).
Su último film como directora fue Sunday Pursuit (1990). Su último film como actriz fue Morfars resa (1993).

## Vida personal y muerte

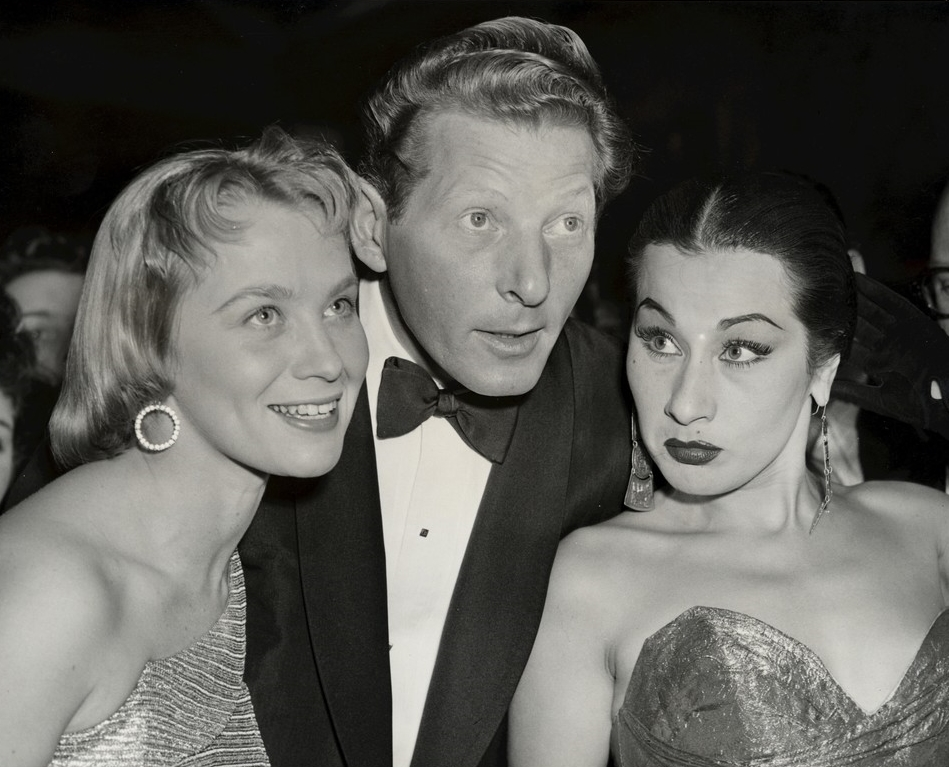
(a): Zetterling, Danny Kaye, e Yma Sumac en 1950.

Estuvo casada con el actor y bailarín Samuel Tutte Lemkow entre 1944 y 1953, con quien tuvo dos hijos, Louis y Etienne. Tuvo un segundo matrimonio con el escritor David Hughes entre 1958 y 1979. Escribió una autobiografía, publicada en 1985 All Those Tomorrows.
Documentos del Archivo Nacional de Londres muestran que, como miembro de la izquierda de Hollywood, el MI5 la vigilaba como sospechosa de ser comunista. Sin embargo, esto no perjudicó su carrera.
El 17 de marzo de 1994, un año después de su último papel en televisión, Zetterling falleció de cáncer en su casa de Londres, tenía 68 años.

## Premios

### Festival Internacional de Cine de Venecia
| Año  | Categoría          | Trabajo nominado | Resultado |
| ---- | ------------------ | ---------------- | --------- |
| 1963 | Mejor cortometraje | The war game     | Ganadora  |